# Момои, Харуко
Харуко Момои (яп. 桃井 はるこ Момой Харуко, 14 декабря, 1977, Токио, префектура Токио, Япония) — японская сэйю, певица, продюсер группы Afilia Saga. Имеет среди фанатов прозвища «Халко» (англ. Halko — такое прозвище Харуко дала сама себе в честь HAL 9000 — бортового компьютера корабля «Дискавери» из фильма «Космическая одиссея 2001 года») и «Момо-и» (англ. momo-i).

## Карьера
Харуко с ранних лет интересовалась компьютерами. В старшей школе она изучала связи персональных компьютеров. После окончания Токийской Городской Старшей Школы «Ёёги» она привлекла внимание главного редактора журнала Weekly ASCII, заинтересовавшегося её статьями и записями в личном блоге. В конце концов ей предложили работу в этом журнале
В конце 90-х, Харуко начала петь и выступала вживую на улицах кварталов Харадзюку и Акихабара. Затем последовал её дебютный сингл «Mail Me», кавер-версия которого прозвучала в фильме «Suicide Circle» в 2000 году. Позднее она дебютировала как актриса озвучивания в роли Комуги Накахары в сериале «Похититель душ» и в его ответвлении «Волшебная Медсестра Комуги». В 2002 году Харуко и Масая Койкэ создали дуэт UNDER17 и совместно исполняли песни для популярных видеоигр и аниме для взрослых. В 2004 году, после последнего совместного альбома «Best Album 3 ~Soshite Densetsu e…~» и одноимённого концертного тура с живым звуком, участницы группы UNDER17 объявили о самороспуске группы ввиду творческих разногласий, после чего их пути разошлись. Харуко продолжила развивать свою сольную карьеру и в 2006 году подписала контракт с avex mode как певица и композитор.
В 2007 году Харуко опубликовала автобиографию, озаглавленную «Akihaba-LOVE», в которой поведала о своём большом жизненном опыте, в особенности о том, что было важным в развитии её карьеры музыканта и актрисы озвучивания, а также о забавных случаях из своего детства и историях о дружбе. Помимо этого она озвучила своё личное мнение о различных аспектах аниме-фэндома.

## Озвучивание
Главные роли выделены полужирным шрифтом.

### Аниме-сериалы
2001
- Final Fantasy: Unlimited (Аи Хаякава)
- Похититель душ (Комуги Накахара)

2002
- Ai Yori Aoshi (Тика Минадзуки)
- Galaxy Angel A (Announcer)
- Gravion (Дориа)
- UFO Ultramaiden Valkyrie (Мару)

2003
- Ai Yori Aoshi:Enishi (Тика Минадзуки)
- Bottle Fairy (Тама-тян)
- D.C.: Da Capo (Утамару)
- Popotan (Мии)
- Mahoromatic: Summer Special (Си Хо)
- Mouse (Саманта Моридзима (12 эпизод))

2004
- DearS (Чина)
- Gravion Zwei (Дориа)
- Kujibiki Unbalance[англ.] (Синобу Эномото)
- Paranoia Agent (Мароми)
- Ragnarok The Animation[англ.] (Мая)
- Ryūsei Sentai Musumet[яп.] (Ко Саотомэ)

2005
- D.C.S.S.: Da Capo Second Season (Утамару)

2006
- Blackjack 21[яп.] (Сьюзи)
- Lovely Idol[англ.] (Маи Нономия)
- Magikano[англ.] (Марин Нидзихара)

2007
- Код-Е[англ.] (Кэйко Комацуна)
- Prism Ark[англ.] (Филия)
- Seto no Hanayome (Сан Сэто)

2008
- Миссия-Е[англ.] (Кэйко Комацуна)
- Tales of the Abyss (Энис Тэтлин)

2011
- Steins;Gate (Румихо Акиха aka Фэйрис Няннян)

### OVA
- Ведьмочка Цукунэ (Цукунэ)
- Netrun-mon (Тию)
- Nurse Witch Komugi (Комуги Накахара (Волшебная Медсестра Комуги))
- Nurse Witch Komugi-Chan Magikarte Z (Комуги Накахара (Волшебная Медсестра Комуги))
- Moekan (Моэ но Микото)

### Полнометражный аниме-фильм
- Camp Pikachu[англ.] (Wynaut)

### Токусацу
- Неофициальная команда Рейнджеров Акибы[англ.] (камео)
  - Unofficial Sentai Akibaranger Season Two (Yuru-Chara Jigen)

### Игры
- Baldr Force EXE (Башиера)
- BALDR BULLET «REVELLION»[яп.] (Asou Natsume)
- D.C.P.S.: Da Capo Plus Situation (Утамару)
- D.C. Four Seasons: Da Capo Four Seasons (Утамару)
- DearS (Чина)
- Nurse Witch Komugi (Комуги Накахара (Волшебная Медсестра Комуги))
- Prism Ark (Филия)
- Prism Ark -AWAKE- (Филия)
- Steins;Gate (Румихо Акиха aka Фэйрис Няннян)
- Stella Deus: The Gate of Eternity (Тиа)
- Tales of the Abyss (Энис Тэтлин)
- Tales of the World: Radiant Mythology 2 (Энис Тэтлин)
- Tales of the World: Radiant Mythology 3 (Энис Тэтлин)
- Tales of Fandom Vol.2 (Энис Тэтлин)

### Прочее
- Милашка ДжеНни[яп.] (Сестра Б)

### Радиопостановки
- Kageyama ☆ Momoi no Baisoku Moe-Chan Neru
- Popo-Radi (прекращено)
- Ragnarok Online: THE RADIO (прекращено)
- Ura Momoi (прекращено)
- Prism Knight (прекращено)
- TOKYO→NIIGATA MUSIC CONVOY[яп.] (транслировалось в январе 2006 года)
- Momoi Haruko no Chō! Momoi
- Momoi Haruko no Radio ☆ UP DATE (прекращено)
- avex presents Momoi Haruko no NikoNiko RADIO
- avex presents Momoi Haruko no FumuFumu RADIO
- Seto no Hanayome: Yomeiri Radio (прекращено)

### Drama CD
- Ai Yori Aoshi (Тика Минадзуки)
- Tales of the Abyss (Энис Тэтлин)
- Prism Ark Special Sound Package (Филия)
- Prism Ark Drama CD: Sister Hell Prism Variation (Филия)
- Ragnarok The Animation Ver.1-Ver.3 (Мая)
- Poporaji (Мии)

### Телевидение
- D’s Garage21 (TV Asahi, трансляция прекращена)
- Anime TV[яп.] (гость программы)
- AniPara Music-place (гость программы)
- Geki☆Ten[яп.] (гость программы)
- Akiba!AKIBA☆Akiba[яп.][3] (гость программы)
- Anime Tengoku[яп.] (гость программы, транслируется с октября 2007)
- HOT WAVE (TVS[англ.], гость программы)
- JoyPopTune (TVS[англ.])
- @Tunes.[яп.] (tvk[англ.], гость программы)

## Дискография

### Сольные синглы
| Дата выхода     | Название                                                                   |
| 24 мая 2000     | Mail Me                                                                    |
| 27 июля 2005    | Ton Dol Baby (яп. トンドルベイビー)                                        |
| 19 октября 2005 | WONDER MOMO-i~New recording~                                               |
| 8 ноября 2006   | Saigo no Rock (яп. さいごのろっく)                                         |
| 6 декабря 2006  | Yume no Baton (яп. ゆめのばとん)                                           |
| 27 декабря 2006 | Enter!                                                                     |
| 28 марта 2007   | 21 Seiki (яп. 21世紀)                                                      |
| 10 октября 2007 | Party!                                                                     |
| 25 октября 2007 | Yuuen no Amulet/Opera Fantasia (яп. 悠遠のアミュレット/オペラファンタジア) |
| 25 октября 2007 | R・G・B…                                                                   |
| 14 ноября 2007  | Lumica (яп. ルミカ)                                                        |
| 29 апреля 2009  | Ruujii Guujii (яп. るーじー・ぐーじー)                                     |
| 17 июня 2009    | ☆Jien Otsu☆Song (яп. ☆自演乙☆ソング)                                       |
| 2 марта 2011    | Yoake no Samba (яп. 夜明けのサンバ)                                        |
| 22 июня 2011    | Ganbare... Sore wa, I Love You (яп. がんばれ…それは、I Love You)           |

### Альбомы
| Дата выхода           | Название альбома                                                                      |
| 9 августа 2006 года   | momo-i quality                                                                        |
| 21 февраля 2007 года  | Haruko☆UP DATE SONGS BEST (яп. はるこ☆UP DATE SONGS BEST)                             |
| 21 марта 2007 года    | Famison 8BIT (яп. ファミソン8BIT)                                                     |
| 8 июня 2007 года      | Famison 8BIT STAGE2 (яп. ファミソン8BIT STAGE2)                                       |
| 20 июня 2007 года     | COVER BEST — Cover Densha (яп. COVER BEST カバー電車)                                 |
| 5 марта 2008 года     | Sunday early morning                                                                  |
| 3 декабря 2008 года   | more&more quality RED ~Anime song cover~                                              |
| 3 декабря 2008 года   | more&more quality WHITE ~Self song cover~                                             |
| 30 сентября 2009 года | Henji Ga Nai, Tada No Shitsuren No Youda (яп. へんじがない、ただのしつれんのようだ。) |
| 15 сентября 2010 года | IVY ~Aibii~ (яп. IVY 〜アイビー〜)                                                    |
| 24 августа 2011 года  | Showa (яп. しょうわ)                                                                  |
| 24 октября 2012 года  | 'Angya' Momo-i's World Tour (яп. あんぎゃ 〜モモーイ世界の旅〜)                       |

### Песни из аниме
| Дата выхода          | Название сингла                                               |
| 1 ноября 2006 года   | LoveLoveLove no Sei na no yo! (яп. LoveLoveLoveのせいなのよ!) |
| 25 апреля 2007 года  | Romantic Summer                                               |
| 23 мая 2007 года     | your gravitation                                              |
| 22 августа 2007 года | Dan Dan Dan                                                   |
| 27 августа 2008 года | Feel So Easy                                                  |

### DVD
- momo-i Live DVD (avex mode)
- Haruko☆UP DATE (Pony Canyon)
- CLIP BEST (avex mode)

Выпущен одновременно с альбомом «Sunday early morning» 5 марта 2008 года. К альбому прилагались фильмы о создании её видеоклипов и коллекция изображений.

## Книга
- Akihaba LOVE ~Akihabara to issho ni otona ni natta~

## Выступления на аниме-фестивалях

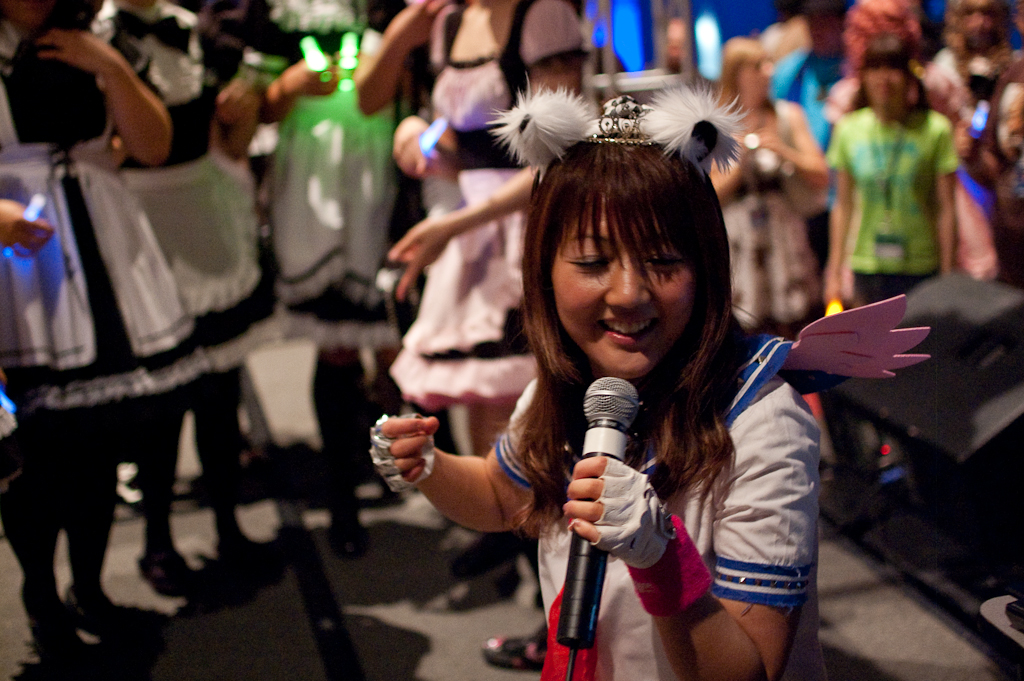
Выступление Харуко Момои на аниме-фестивале FanimeCon 2010

Харуко Момои принимала участие в различных концертах на аниме-фестивалях за пределами Японии. На сегодняшний день она посетила Соединённые Штаты Америки, Германию, Канаду, Мексику, Финляндию, Великобританию и Россию.
- Anime Expo 2007, Лонг-Бич, Калифорния: 29 июня — 2 июля 2007 года[4]
- Connichi 2007[нем.], Кассель, Германия: 7 — 9 сентября 2007 года[5]
- Anime North 2008, Торонто, Канада: 23-25 мая 2008 года[6][7]
- Connichi 2008, Кассель, Германия: 12-14 сентября, 2008 года[8]
- FanimeCon 2009, Сан-Хосе, Калифорния: 22-25 мая 2009 года[9]
- Aya Revolution 2009, Ковентри, Великобритания: 14-16 августа 2009 года[10]
- Anime Vegas 2009, Лас-Вегас, Невада: 5-7, 2009 года[11]
- FanimeCon 2010, Сан-Хосе, Калифорния: 28-31, 2010 года[12]
- Desucon 2010, Лахти, Финляндия: 12-13 июня, 2010 года[13]
- Momo-i Night Fest 2010, Лас-Вегас, Невада: 19 июня 2010 года[14]
- J-popcon 2010, Копенгаген, Дания: 13 ноября, 2010 года
- FanimeCon 2011, Сан-Хосе, Калифорния: 27-30 мая 2011 года
- Japan Expo 2011, Париж Франция: 30 июня-3 июля 2011 года
- Otakuthon 2011, Монреаль, Канада: 12-14 августа 2011 года
- JapanDay 2011, Дюссельдорф, Германия: 15-16 октября 2011 года
- J-Fest 2011, Москва, Россия: 19-20 ноября 2011 года
- Anime Boston 2012, Бостон Массачусетс: 6-8 апреля 2012 года